# Bror Cederström (1860–1932)
Carl Gustaf Bror Cederström, född 28 april 1860 i Ystad, död 2 oktober 1932 i Stockholm, var en svensk friherre, militär, spårvägsdirektör och kommunalpolitiker. Han var son till Bror Cederström.
Cederström avlade officersexamen 1879, blev underlöjtnant vid Kronprinsens husarregemente i Malmö samma år, löjtnant 1884, ryttmästare 1895, major 1905, överstelöjtnant i armén 1908 och vid regementet 1910 samt överste och chef för nämnda regemente 1913–1920. Han var lärare vid ridskolan på Strömsholms slott 1890–1892 och stallmästare där 1893–1896 (enligt annan uppgift lärare och stallmästare 1890–1902). 
Cederström var ordförande  i Skånska fältrittklubben 1908–1919, i styrelsen för AB Skånes galopp- och travbana 1906–1916 och i styrelsen för Skånes förening för den ädla hästavelns främjande 1907–1919. Han var brandchef i Malmö 1900–1905, verkställande direktör för Malmö stads spårvägar 1905–1906 (han avgick således i samband med övergången till elektrisk drift) och för Malmö-Ystads Järnvägs AB 1905–1911. Han var ledamot av Malmö stadsfullmäktige 1908–1914. Han utgav bland annat Malmö stads brandväsende förr och nu (1903). Cederström var från 1898 till sin död gift med skådespelerskan Ellen Hartman, född Hedlund. Makarna är begravna på Nya kyrkogården i Helsingborg.